# 蒙塔伦盖
蒙塔伦盖（義大利語：Montalenghe），是意大利都灵省的一个市镇。总面积6平方公里，人口972人，人口密度162.0人/平方公里（2009年）。ISTAT代码为001159。